# Survivor Series 2012
Survivor Series 2012 è stata la ventiseiesima edizione dell'omonimo evento in pay-per-view prodotto dalla WWE. L'evento si è svolto il 18 novembre 2012 al Bankers Life Fieldhouse di Indianapolis.

## Storyline
La sera successiva a Hell in a Cell, CM Punk sfida la leggenda Mick Foley ad un tradizionale Survivor Series match. Foley accetta, e a fine serata vengono rivelati i membri dei due team: nel team Punk, sono presenti The Miz, Alberto Del Rio, il Team Rhodes Scholars (Cody Rhodes e Damien Sandow) ed il WWE Champion stesso. Nel team Foley, invece, sono presenti Ryback, Randy Orton, Kofi Kingston e il Team Hell No (Daniel Bryan e Kane). Tuttavia, nella puntata del 5 novembre, Vince McMahon stravolge le cose, e impegna Punk e Ryback in un altro match, portando alla sostituzione del WWE Champion con Dolph Ziggler. Inoltre, The Miz ha lasciato il Team Punk, venendo poi sostituito da Wade Barrett e a sua volta inserito nel Team Foley. Ma l'entrata dell'Awesome One non reca gioia agli altri membri del team che credono che durante il match Miz potrebbe sabotare la gara o farli perdere. Tuttavia Foley non accetta discussioni e non cambia opinione pensando che The Miz sia ormai un face e che sia proprio lui il suo asso nella manica.
Sempre nella sera successiva ad Hell in a Cell, John Cena è stato invitato sul ring dalla nuova General Manager di Raw, Vickie Guerrero, per fargli vedere il perché AJ Lee è stata costretta a dimettersi dal ruolo da General Manager. Non solo perché è stata beccata con lo stesso Cena a cena in un ristorante, ma ricollegando il tutto, quando John Cena è ritornato e ha parlato un po' sul ring coi tifosi di AJ Lee, che lui vorrebbe andare a cena con lei, a quando AJ Lee, piangendo per aver perso il suo ruolo da GM, aveva abbracciato John Cena. Infine, Vickie Guerrero ha fatto vedere, per la prima volta le immagini di John Cena ed AJ Lee a cena, e un video dove Cena ed AJ Lee sono saliti insieme nell'ascensore di un hotel. Dopo aver mostrato le sue "prove", interviene Dolph Ziggler che per difendere Vickie Guerrero, provoca John Cena, dal quale lui gli dà uno spintone e va via dal ring. Si pensava a un possibile match tra Cena e Ziggler, ma nella serata del 5 novembre Vince McMahon cambia i piani: Ziggler diventa il capitano del Team Punk, e Punk stesso sarà impegnato a difendere il WWE Championship contro John Cena e Ryback.
A Hell in a Cell, Big Show ha sconfitto Sheamus, conquistando il suo secondo World Heavyweight Championship. L'ex campione gode di una clausola di rematch da sfruttare a propria discrezione, ed il Great White ne approfitterà a Survivor Series.
Nella serata di Raw del 12 novembre, Kaitlyn sconfigge Layla, diventando la #1 Contender al Divas Championship di Eve Torres: le due si affronteranno al pay-per-view.
Viene anche ufficializzata la difesa dello United States Championship, con il campione, Antonio Cesaro che difenderà tale cintura da R-Truth.
Vista la rivalità fra il Team Co-Bro (Santino Marella e Zack Ryder) e i 3MB (Heath Slater, Jinder Mahal e Drew McIntyre), la WWE ha deciso che alle Survivor Series i due team si affronteranno nel Pre-show. Successivamente, però, viene annunciato che ad affrontare i 3MB saranno Justin Gabriel e Tyson Kidd. Dopo un cambiamento all'ultimo minuto, un ulteriore cambiamento riconferma il match iniziale, ossia con il Team Co-Bro affrontare i 3MB.

## Risultati
| #       | Incontri | Stipulazioni                                               | Durata |
| ------- | --- | ---------------------------------------------------------- | ------ |
| Kickoff | 3MB ha sconfitto Santino Marella e Zack Ryder | Tag team match                                             | 06:11  |
| 1       | Brodus Clay, Justin Gabriel, Rey Mysterio, Sin Cara e Tyson Kidd hanno sconfitto The Colóns, The Prime Time Players e Tensai                        | Five-on-five traditional survivor series elimination match | 18:27  |
| 2       | Eve Torres (c) ha sconfitto Kaitlyn | Single match per il WWE Divas Championship                 | 07:01  |
| 3       | Cesaro (c) ha sconfitto R-Truth | Single match per il WWE United States Championship         | 06:57  |
| 4       | Big Show (c) ha sconfitto Sheamus | Single match World Heavyweight Championship                | 14:44  |
| 5       | Alberto Del Rio, Damien Sandow, David Otunga, Dolph Ziggler e Wade Barrett hanno sconfitto Daniel Bryan, Kane, Kofi Kingston, The Miz e Randy Orton | Five-on-five traditional survivor series elimination match | 23:43  |
| 6       | CM Punk (c) (con Paul Heyman) ha sconfitto John Cena e Ryback                                                                                       | Triple threat match per il WWE Championship                | 17:58  |

Survivor series elimination match
Team Brodus vs. Team Tensai
| Eliminazione   | Wrestler                                                          | Team                                                              | Eliminato da                                                      | Tempo                                                             |
| -------------- | ----------------------------------------------------------------- | ----------------------------------------------------------------- | ----------------------------------------------------------------- | ----------------------------------------------------------------- |
| 1°             | Brodus Clay                                                       | Team Brodus                                                       | Tensai                                                            | 08:25                                                             |
| 2°             | Tensai                                                            | Team Tensai                                                       | Justin Gabriel                                                    | 10:23                                                             |
| 3°             | Titus O'Neil                                                      | Team Tensai                                                       | Tyson Kidd                                                        | 13:51                                                             |
| 4°             | Epico                                                             | Team Tensai                                                       | Tyson Kidd                                                        | 15:02                                                             |
| 5°             | Primo                                                             | Team Tensai                                                       | Rey Mysterio                                                      | 17:32                                                             |
| 6°             | Darren Young                                                      | Team Tensai                                                       | Rey Mysterio                                                      | 18:27                                                             |
| Sopravvissuti: | Rey Mysterio, Sin Cara, Justin Gabriel e Tyson Kidd (Team Brodus) | Rey Mysterio, Sin Cara, Justin Gabriel e Tyson Kidd (Team Brodus) | Rey Mysterio, Sin Cara, Justin Gabriel e Tyson Kidd (Team Brodus) | Rey Mysterio, Sin Cara, Justin Gabriel e Tyson Kidd (Team Brodus) |

Team Foley vs. Team Ziggler
| Eliminazione   | Wrestler                     | Team                         | Eliminato da                 | Tempo                        |
| -------------- | ---------------------------- | ---------------------------- | ---------------------------- | ---------------------------- |
| 1°             | Damien Sandow                | Team Ziggler                 | Kane                         | 03:08                        |
| 2°             | Kane                         | Team Foley                   | Dolph Ziggler                | 03:47                        |
| 3°             | David Otunga                 | Team Ziggler                 | Daniel Bryan                 | 07:11                        |
| 4°             | Kofi Kingston                | Team Foley                   | Wade Barrett                 | 09:43                        |
| 5°             | Daniel Bryan                 | Team Foley                   | Alberto Del Rio              | 12:40                        |
| 6°             | Wade Barrett                 | Team Ziggler                 | The Miz                      | 16:05                        |
| 7°             | The Miz                      | Team Foley                   | Alberto Del Rio              | 17:14                        |
| 8°             | Alberto Del Rio              | Team Ziggler                 | Randy Orton                  | 21:00                        |
| 9°             | Randy Orton                  | Team Foley                   | Dolph Ziggler                | 23:43                        |
| Sopravvissuto: | Dolph Ziggler (Team Ziggler) | Dolph Ziggler (Team Ziggler) | Dolph Ziggler (Team Ziggler) | Dolph Ziggler (Team Ziggler) |